# Уилсон, Морис
Морис Вильсон или Уилсон (англ. Maurice Wilson, 21 апреля 1898, Брадфорд — около 1 июня 1934, гора Эверест) — англичанин, известный своим перелётом из Англии в Индию и последовавшей неудачной попыткой покорить гору Эверест, в результате которой он погиб. Уилсон смог достичь Тибета и подняться до высоты примерно 7450 метров, где в следующем году и было найдено его тело.

## Биография
Уилсон родился в Брадфорде в семье владельца шерстяной мануфактуры. Предполагалось, что в дальнейшем он будет работать там же, однако с началом Первой мировой войны, как только ему исполнилось 18 лет, он записался в армию. Там Уилсон дослужился до чина капитана, принял участие в битве при Пашендейле и позже был удостоен Военного креста за то, что, оставшись в живых единственным из своего подразделения, он удерживал пулемётный пост и сдержал наступление немецких войск. Через несколько месяцев он получил серьёзное ранение, от которого никогда полностью не восстановился, и его левая рука болела до конца жизни.
В 1919 году Уилсон был демобилизован, и в течение нескольких лет после этого жил в Лондоне, США и Новой Зеландии, постоянно меняя работы и не задерживаясь надолго на одном месте. Он смог достичь финансового благополучия, благодаря которому он позже смог совершить путешествие в Тибет, однако не чувствовал себя счастливым из-за физических болей и душевных неурядиц. Он потерял в весе, и его мучил сильный кашель.
В 1932 году болезнь Уилсона прекратилась после того, как он провёл 35 дней в посте и усиленной молитве. Он утверждал, что научился этой технике у загадочного человека, которого он встретил в Мэйфэре и который вылечил более ста человек, включая себя, от болезней, перед которыми традиционная медицина оказалась бессильна. Уилсон так и не сообщил имя этого человека, и даже его реальное существование ставится под сомнение. Возможно, что лечение происходило по технике самого Уилсона, включавшей смесь христианства и восточной мистики. Так или иначе, вера Уилсона в силу молитвы и поста стала абсолютной, и он решил, что целью его жизни является распространение этого учения.

### Подготовка к восхождению
Идея подняться на Эверест пришла к Уилсону, когда он, находясь в Шварцвальде, следил за сообщениями прессы о британской экспедиции 1924 года и готовящейся экспедиции 1933 года. Он решил, что пост и молитва должны помочь ему подняться на вершину и, тем самым, способствовать распространению его идей. Он описывал предстоящий подъём как «порученное ему дело». Уилсон составил план перелёта на небольшом самолёте в Тибет, по которому он должен был приземлиться на северном склоне Эвереста и подняться на вершину. Обе части — и перелёт, и восхождение — были бы существенными достижениями для современного ему воздухоплавания и альпинизма (первое одиночное восхождение на Эверест было осуществлено лишь в 1980 году). Проблема состояла в том, что Уилсон не обладал даже малейшими познаниями ни в авиации, ни в альпинизме. Поэтому он решил приступить к изучению этих предметов.
Уилсон купил самолёт системы Gipsy Moth, который он назвал Ever Wrest, и приступил к изучению основ воздухоплавания. Он оказался довольно плохим учеником, и учился вдвое дольше, чем обычно. Инструктор Уилсона сказал ему, что тот никогда не долетит до Индии, на что Уилсон ответил, что он покорит Эверест или погибнет. Его альпинистская подготовка была ещё менее тщательной, чем авиационная. Он не стал покупать специального снаряжения и не стал изучать техники скалолазания. После пяти недель, проведённых в горах Сноудонии и Озёрного края, он счёл, что его горная подготовка достаточна для восхождения на Эверест. Отмечалось, что наивность Уилсона могла быть обусловлена стилем доступных ему репортажей о британских экспедициях на Эверест, уделявшим мало внимания трудностям и опасностям восхождения, а эффекты горной болезни вообще было мало изучены в то время. Тем не менее, Уилсон, зная о ледниках на склонах Эвереста, не предпринял никаких попыток научиться ходить по снегу и пользоваться ледорубом.

## Путешествие в Тибет

### Перелёт в Индию
Уилсон планировал отправиться в Тибет в июле 1933 года, но потерпел на своём самолёте крушение около Брадфорда, в результате чего вынужден был отложить выполнение своих планов. Он сам не пострадал, но самолёт потребовал трёхнедельного ремонта. В эти три недели к нему было приковано внимание прессы, и в результате Министерство Авиации запретило ему лететь в Тибет.
Морис Уилсон проигнорировал запрет и вылетел 21 мая, достигнув Индии через две недели, несмотря на серьёзные усилия британского правительства. Прибыв в Каир, он обнаружил, что его разрешение на пролёт через Персию аннулировано. Он решил лететь через Бахрейн, где по поручению британского консулата ему было отказано в дозаправке. Уилсон согласился на дозаправку при условии, что он вернётся в Великобританию, однако, взлетев, направился в Индию. Самый западный аэродром Индии, Гвадар, находился почти точно на пределе дальности самолёта, то есть Уилсон мог бы там приземлиться, если всё топливо было бы использовано. Через девять часов после взлёта Уилсон приземлился в Гвадаре со стрелкой топлива на нуле. Затем он продолжил свой полёт над Индией, однако вынужден был остановиться в Лалбалу, так как пролёт иностранцев через Непал был строго запрещён, и, дабы предотвратить его попытку, самолёт был арестован властями.
Уилсон обратился за разрешением пересечь сухопутную границу с Тибетом, в чём ему было отказано. Он провёл зиму в Дарджилинге, постясь и планируя путешествие к подножию Эвереста. 

### Пеший поход
В Дарджилинге Уилсон познакомился с тремя шерпами, которых звали Теванг, Ринзинг и Церинг, ранее работавших носильщиками для британской экспедиции на Эверест 1933 года. Шерпы согласились сопровождать его. 
Во избежание подозрений Уилсон оплатил гостиницу на полгода вперёд. Замаскировав провизию под мешки с пшеницей, облачившись в наряд ламы (дополненный множеством потайных карманов, в один из которых он положил револьвер), и написав последнее письмо Энид Эванс, в которую был безнадёжно влюблён, в полночь 21 марта 1934 года Уилсон покинул гостиницу через чёрный ход. Вместе с Церингом, которого он встретил на улице, Уилсон незаметно вышел из Дарджилинга. На рассвете, уже в долине Тисты, они наткнулись на полицейского — тот не стал их досматривать, удовлетворившись разговором с Церингом. 
Около полудня они встретились в оговоренном месте близ Тисты с Тевангом и Ринцингом, которые купили пони в Калимпонге. Сначала они шли все вместе, потом стали делиться на пары. Чтобы избежать встреч с патрульными, они делали переходы по ночам, а днём спали и отдыхали. Они разбивали палатку, в которой Уилсон мог укрыться от посторонних взглядов, но иногда бивуачили под открытым небом, лишь разводя костёр для приготовления еды, а также заходили на постоялые дворы (Уилсон не заходил внутрь, боясь разоблачения). При контактах с местными жителями спутники Уилсона говорили, что тот глухонемой и сильно болен. Днём он раздевался до белья, чтобы загореть и легче выдавать себя за туземца.
Уилсон скрупулезно вёл дневник путешествия, отмечая, что делает записи исключительно для Энид Эванс. В пути они встретили носильщиков, несущих электрический кабель в Лхасу, и выменяли у них фрукты. По мере приближения к границе с Тибетом, они проходили через пустые деревни — в начале весны жители обрабатывали поля ниже в долинах. Воздух стал более разреженным, и Церинг купил мехи для раздувания огня. 29 марта высотометр Уилсона показал высоту 4755 метров — за неделю они поднялись более чем на 2700 м.
14 апреля они достигли монастыря Ронгбук в Тибете. Там им был оказан тёплый приём и предоставлена возможность использовать обмундирование экспедиции 1933 года, оставленное в монастыре. Однако Уилсон пробыл в монастыре лишь два дня, отправившись затем в одиночку к подножию Эвереста.

## Восхождение и гибель
Почти всё, что известно о восхождении Уилсона на Эверест, известно из его дневника, найденного в следующем году. У него не было абсолютно никакого опыта передвижения по ледникам, и он нашёл путь по леднику Ронгбук чрезвычайно тяжёлым, постоянно терял тропу и вынужден был возвращаться по своим следам. В одном из старых лагерей он нашёл пару альпинистских кошек, которые могли бы существенно помочь ему, но выбросил их. Через пять дней, в условиях ухудшающейся погоды, он всё ещё не дошёл три километра до третьего лагеря экспедиции Рутледжа 1933 года. Он записал в дневнике, что ему не повезло с погодой, и начал четырёхдневный спуск по леднику. Уилсон вернулся в монастырь полностью истощённым, страдающим от офтальмии и с болями в щиколотках, вызванными ранениями, полученными ещё на войне. Он восстанавливался 18 дней, но 12 мая снова отправился на вершину, взяв с собой Теванга и Ринзинга. Так как шерпы знали ледник, они продвигались быстрее, чем в первый раз, и за три дня достигли третьего лагеря экспедиции Рутледжа. Они провели несколько дней в лагере, пережидая плохую погоду, и за это время Уилсон решил идти на вершину своим собственным маршрутом, вместо того, чтобы воспользоваться уже готовым маршрутом британской экспедиции с навешенными верёвками. 23 мая он предпринял неудачную попытку восхождения, занявшую четыре дня. Уилсон вышел к ледовой стене высотой 12 метров и вынужден был вернуться в лагерь. Шерпы предложили ему спуститься с ними к монастырю, но Уилсон отказался. В литературе обсуждался вопрос, считал ли он всё ещё, что сможет взойти на вершину, или предпочёл смерть возвращению в Великобританию. В дневнике он написал, что он чувствует, что последняя попытка будет успешной. 29 мая он снова в одиночку вышел на восхождение. Последняя запись в дневнике Уилсона датирована 31 мая.
После того, как Уилсон не вернулся в лагерь, Теванг и Ринзинг спустились в монастырь и в начале июля достигли Калимпонга, оставив первое сообщение о гибели Уилсона.
В 1935 году разведывательная экспедиция Эрика Шиптона обнаружила на высоте около 7400 м тело Уилсона, остатки его палатки, а также рюкзак, содержащий, в частности, его дневник. Тело было похоронено в трещине ледника. Предполагается, что Уилсон умер в своей палатке от переохлаждения или от истощения. Точная дата его смерти неизвестна.
В 2003 году Томас Ной выдвинул гипотезу, что Морис Уилсон побывал на вершине Эвереста и погиб при спуске. Гипотеза основана на интервью, которое Ной взял у тибетского альпиниста Гомбу, покорившего вершину в 1960 году. Гомбу сообщил, что видел старую палатку на высоте 8500 м. Эта отметка выше, чем любой из лагерей, оставленных британскими экспедициями, и, тем самым, если палатка реально существовала, она могла принадлежать лишь Уилсону. Гипотеза подверглась резкой критике, так как совершенно невозможно себе представить, что такой неопытный любитель, как Уилсон, мог подняться на вершину. Гомбу, вероятнее всего, просто ошибся с определением высоты палатки либо не помнил точно высоту, когда давал интервью, его утверждение не было подтверждено другими участниками экспедиции 1960 года. Совершенно фантастическим объяснением представляется, что палатка принадлежала мифической советской экспедиции 1952 года, погибшей в полном составе. Существование этой экспедиции опровергается как российскими, так и китайскими источниками.

## Уилсон в культуре
Морис Уилсон является второстепенным персонажем романа Салмана Рушди «Сатанинские стихи», где он изображён как мистик, обитающий на склонах Эвереста во время действия романа (1980-е годы) и появляющийся в видениях покорительницы вершины Элли Коун.